# Mol (dier)
De mol (Talpa europaea) is een hoofdzakelijk antraciet gekleurd ondergronds levend zoogdier uit de familie der mollen (Talpidae). De wetenschappelijke naam van de soort werd in 1758 gepubliceerd door Carl Linnaeus.

## Beschrijving
De mol heeft een korte zwartfluwelen vacht. Hiermee kan hij, dankzij een willekeurige plaatsing van de haren in de huid, even gemakkelijk voor- als achterwaarts door de gangen bewegen. Bij de meeste zoogdieren zijn de haren in een bepaalde richting geplaatst, meestal naar achteren, maar bij de mol kunnen de haren in de huidaanhechting kantelen, zodat ze niet blijven steken in de gangwanden als hij achteruit krabbelt.
De kleur van de vacht is over het algemeen zwart. Kleurvariëteiten vormen minder dan 1% van de totale populatie. Albino's zijn zeldzaam, dieren met een gevlekte vacht (meestal aan de buikzijde) komen vaker voor. Door ijzeroxiden in de bodem kleuren lichtere dieren vaak oranje of geel.
Kenmerkend voor de mol zijn de tot grote graafhanden omgevormde voorpoten, met elk vijf vingers met puntige nagels en een duimpje, waarmee het dier de ondergrondse gangen graaft. De mol heeft kleine, slecht ontwikkelde ogen met een diameter van slechts één millimeter; hij is echter niet blind. Zijn belangrijkste zintuig is zijn spitse roze snuit die gevoelige snorharen en tastzenuwen bevat. Zijn kleine staartje wijst altijd omhoog.

### Afmetingen
De kop-romplengte van een mol varieert van 11 tot 16 cm. De staartlengte is 22 tot 45 mm, de achtervoetlengte 16 tot 23 mm. Het gewicht ligt tussen de 65 en 140 gram. Het wijfje is gemiddeld 10 mm kleiner dan het mannetje en 25 gram lichter.

## Leefwijze
De mol leidt een solitair bestaan. Alleen in de paartijd vormen ze paartjes. Omdat hun territoria kunnen overlappen, communiceren mollen met elkaar door middel van geuren en geluiden. Hoewel het dier lange periodes rust neemt kent het geen winterslaap. Hij is zowel overdag als 's nachts actief. Mollen zijn goede zwemmers, ze gebruiken hun brede graafpoten als peddels. Waterwegen vormen voor mollen geen hindernis. In gebieden met een hoge grondwaterstand of gevaar voor overstroming maken mannetjes en vrouwtjes hoge molshopen om in te schuilen. Dergelijke bouwwerken worden vooral in de late herfst en lente gebruikt.

### Gangen en molshopen
Er worden zowel oppervlakkige gangen, de zogenoemde jaaggangen of mollenritten, als dieper gelegen gangen gegraven. Die laatste kunnen tot op een diepte van 120 cm liggen.
In het voorjaar graaft het wijfje diep in de grond een centrale ruimte met verschillende gangen. De gangen zijn ongeveer 5 cm breed en kunnen tot wel 200 meter lang zijn. De uitgegraven grond wordt gedeeltelijk gebruikt om de wanden van de gangen en ruimtes mee te verstevigen, het overtollige wordt door de achterpoten naar achteren en naar boven gewerkt, waardoor aan de oppervlakte de molshopen ontstaan. Meestal monden hier ook de gangen van het gangenstelsel in uit. Deze uitgangen worden onder andere gebruikt om op het aardoppervlak nestmateriaal te verzamelen om de centrale ruimte mee te bekleden: bladeren, gras, mos, papier en ander zacht materiaal. Hier maakt het dier een zachte bal van. Slapen gebeurt rechtop, met het hoofd tussen de voorpoten.

### Voortplanting
In de paartijd (februari-april) gaan mannetjes op zoek naar vrouwtjes. Ze verlaten hun territorium en graven lange mollenritten, totdat ze een vrouwtje hebben gevonden. In mei of juni worden de jongen geboren. Na een draagtijd van circa 28 dagen werpt het wijfje in het nest in de centrale ruimte 3 tot 6 (soms 2 tot 7) naakte en blinde jongen uit. De jongen zijn dan 3,5 gram zwaar. Alleen het vrouwtje zorgt voor de jongen. Na 14 dagen hebben de jongen een vacht ontwikkeld. De ogen gaan na circa 22 dagen open, en na 33 dagen verlaten de jongen voor het eerst het nest. Na 4 tot 5 weken worden de jongen gespeend.
Na twee maanden zijn de jongen zelfstandig en verlaten ze het nest om een eigen territorium te zoeken, waarbij mollen met elkaar in gevecht kunnen komen. Dit zoeken naar een nieuw territorium gebeurt meestal bovengronds. Mollen zijn geslachtsrijp na 11 maanden. De mol wordt normaliter ongeveer 3 jaar oud, maar kan de 7 jaar halen.

### Zintuigen
Mollen zijn niet blind, maar zien zeer slecht. De ogen zijn zo klein als speldenknopjes en de vachtharen voor de ogen belemmeren bovendien een goed zicht. In dezelfde vacht zitten ook zijn oren, die uitstekend ontwikkeld zijn. De mol vindt zijn weg door zijn gangenstelsel vooral door zijn gevoelige snorharen en door zijn tastzenuwen op zijn neus en staart.

### Voedsel
Regenwormen zijn het belangrijkste voedsel van de mol. Daarnaast eet hij bijna alle andere dieren die hij in zijn gangen aantreft. Engerlingen, maden en andere insectenlarven, duizend- en miljoenpoten, naaktslakken en andere weekdieren, enzovoort. Soms grijpt hij ook een gewerveld dier, zoals een kikker. De mol moet per dag 40 tot 50 gram aan voedsel binnenkrijgen. In de herfst en winter legt hij voedselvoorraden aan. Daarvoor bijt hij de kop van regenwormen af, zodat ze verlamd raken. De mol verlaat zelden zijn gangenstelsel. Alleen om een nieuw territorium te zoeken, en een enkele keer om bovengronds insecten te vangen.

## Verspreiding en leefgebied
De mol komt overal voor waar de grond geschikt is om in te graven (dus niet te zandig, te vochtig of te stenig) en waar zich voldoende regenwormen in bevinden (dus niet te zuur). Hij komt vooral voor in loofwouden en graslanden, tot 2000 meter hoogte in de Alpen. De soort komt voor in bijna geheel Europa, tot aan de Ob en Irtysj in West-Siberië, maar ontbreekt in Ierland, Albanië, het grootste deel van Griekenland, grote delen van Italië, Corsica, Portugal en Zuid-, Midden- en West-Spanje, IJsland en het grootste deel van Scandinavië.
Ook in Nederland komt de mol overal voor, behalve op de Waddeneilanden.

## Bedreigingen
Onder de grond heeft de mol geen natuurlijke vijanden, alleen zijn eigen soortgenoten. Boven de grond wordt de mol bejaagd door onder andere uil, buizerd, blauwe reiger, ooievaar, wezel, hermelijn en vos.
Andere bedreigingen zijn honger, droogte, en, hoewel het dier een goede zwemmer is, verdrinking bij overstroming van het gangenstelsel.

### De mens
De mol wordt om twee redenen door de mens bejaagd. Ten eerste is hun vacht geliefd om in kleding te worden verwerkt. De vacht van de mol heeft als bijzondere eigenschap dat zij geen vleug kent. De haren staan dus niet in een bepaalde richting. Dit laat zich verklaren door de leefwijze van de mol. Het manoeuvreren in mollengangen is zonder vleug aanzienlijk eenvoudiger. Ten tweede zijn veehouders en gazoneigenaren niet gecharmeerd van de gaten, gangen en molshopen op hun grasvelden.
Volgens de nieuwe Flora- en faunawet is de mol vanaf maart 2005 in Nederland niet langer een beschermd dier.

### Bestrijding

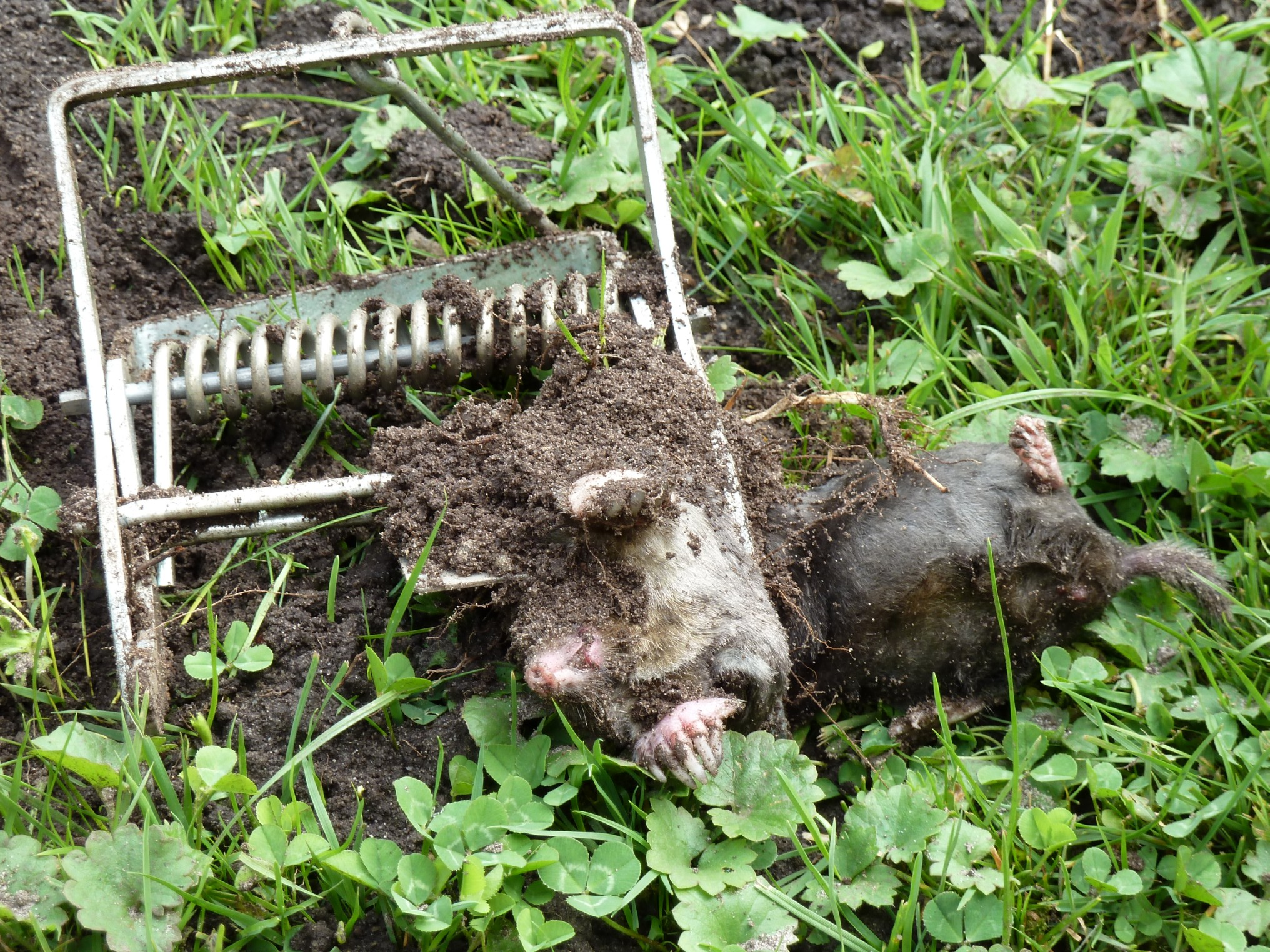
In de val gelopen mol

Doordat mollen schade kunnen toebrengen aan grasvelden en tuinen zoeken mensen naar manieren om mollen te verjagen of desnoods te doden. Een veel gebruikt middel is het plaatsen van mollenklemmen in de mollengang. Gebroken glas, pennen met een elektrische spanning, gifgas en andere middelen zijn bedacht, met wisselend succes.
Een diervriendelijker bestrijdingsmiddel is het ingraven van potten of flessen in molshopen. De wind blaast langs de opening van het glas, waardoor een laag fluitend geluid ontstaat. De mol heeft gevoelige oren, en vindt dit geluid buitengewoon vervelend. Er zal dan ook snel een andere woonplaats worden gezocht.

### Bijgeloof
De mol speelt ook een rol in het vroegere bijgeloof. Mollenpoten werden meegedragen voor geluk, en zouden bij kinderen helpen bij het doorbreken van de tanden; dit vanwege het verband dat men zag tussen de nagels aan de voorpoten van de mol en het doorbreken van tanden.

## Fictieve mollen
- Momfer de Mol uit de Fabeltjeskrant, die met een Limburgs accent met Duitse en Franse invloeden (stem: Frans van Dusschoten) duidelijke associaties oproept met een mijnwerker van weleer.
- Het Molletje, Krtek, de hoofdrolspeler uit een reeks korte animatiefilms van Zdeněk Miler.
- Henk de Mol, de pleegvader van Alfred Jodocus Kwak uit de gelijknamige animatieserie (stem: Frits Lambrechts).
- Moffel, een beetje eigenwijze, wat bekakt pratende mol, uit de poppenserie Koekeloere van Schooltv.
- Pronto, een zelfzuchtige mol die altijd honger heeft, uit de tv serie Slugterra van Disney XD .
- Buurman Mol, een personage uit de gelijknamige animatieserie van YouTube-kanaal Kud.
- De Mol in het televisieprogramma De Mol.
- De Mol in het televisieprogramma Wie is de Mol?
- Pol de Mol uit Plop en de Peppers
- William Lyttle, een Brit die tunnels onder zijn huis groef, werd Mole Man genoemd in de Britse pers

## Afbeeldingen

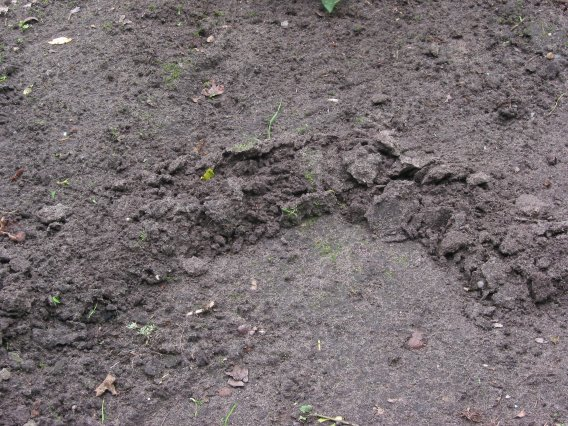
Mollengang
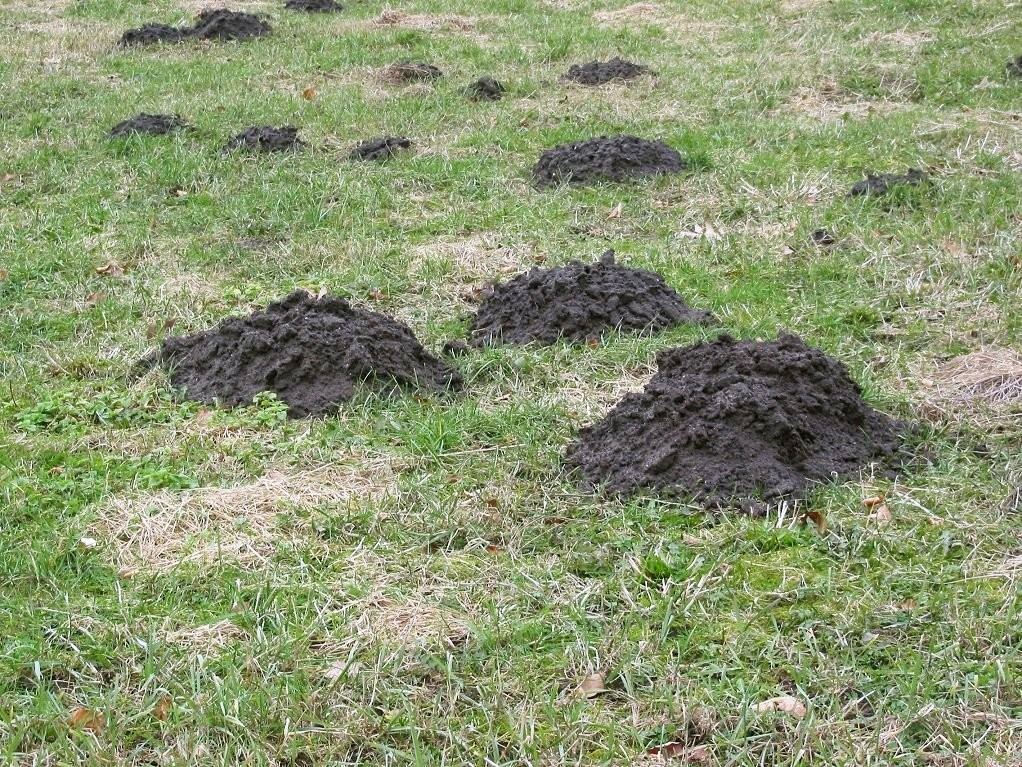
Molshopen in een weiland
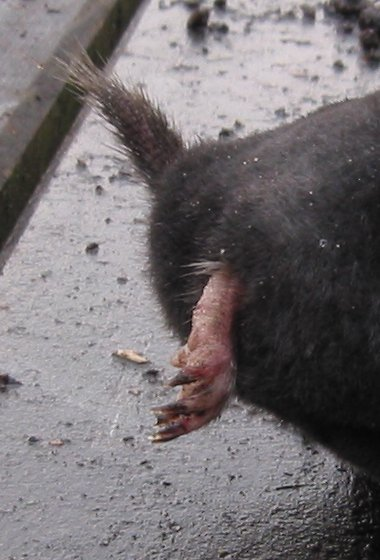
Achterpoot
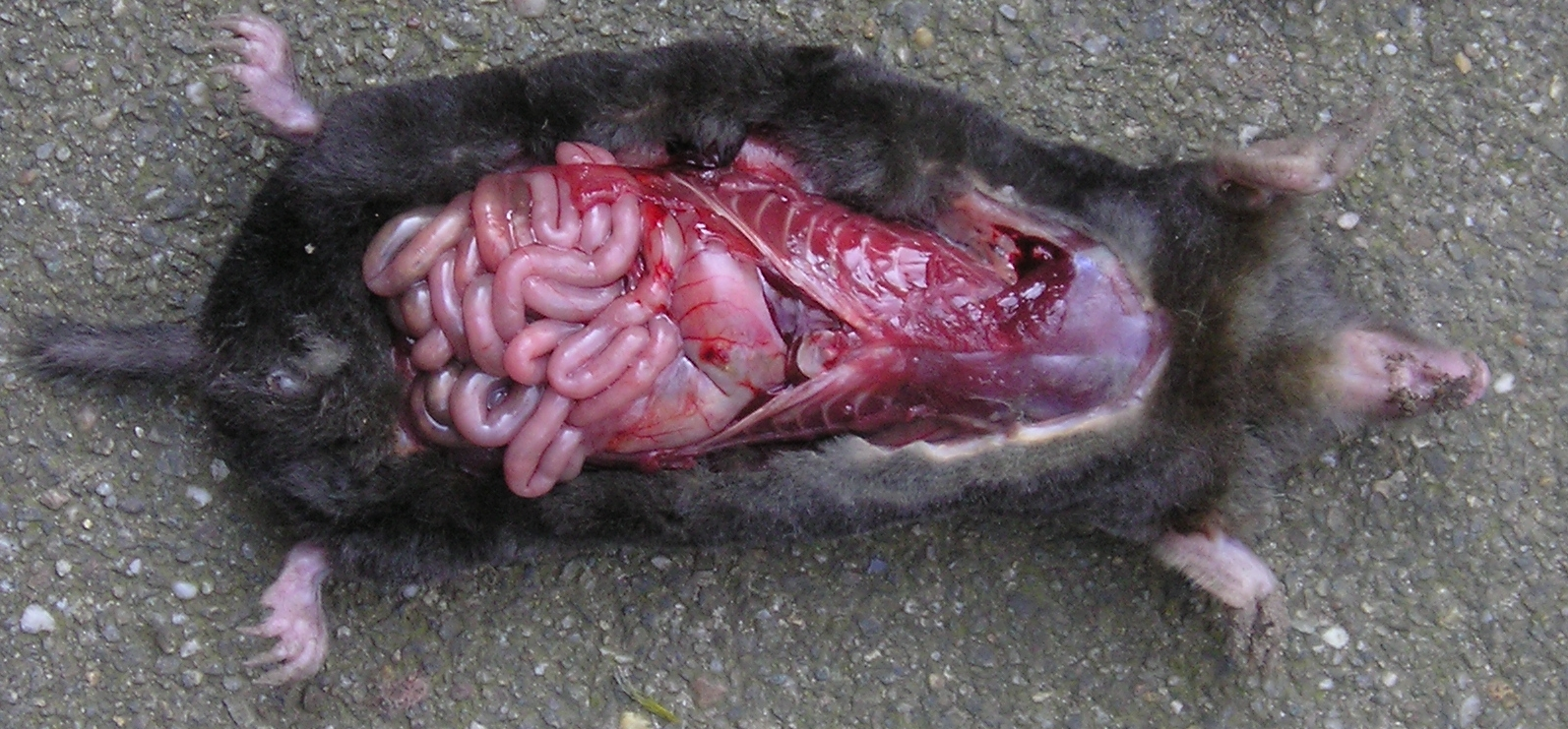
Maag-darmstelsel
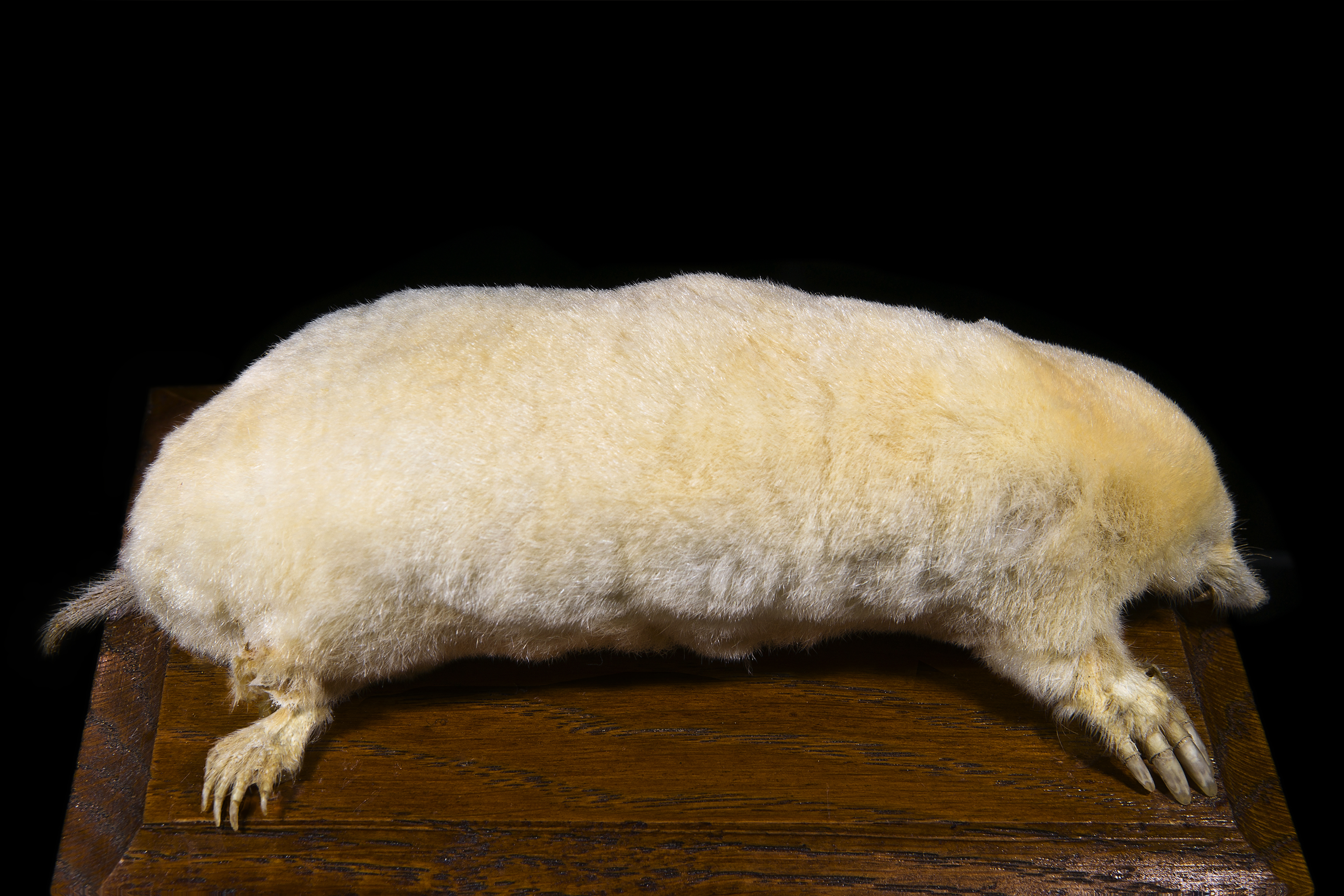
Albino